# Walther Scheidig
Walther Otto Friedrich Scheidig (* 24. Januar 1902 in Suhl; † 26. Dezember 1977 in Weimar) war ein deutscher Kunsthistoriker.

## Leben
Walther Scheidig wurde 1902 in Suhl geboren. Er studierte an der Universität Jena Kunstgeschichte, Klassische Archäologie und Germanistik. 1928 wurde er dort mit der Dissertation Der Miniaturenzyklus zur Weltchronik Ottos von Freising im Codex Jenensis Bose q. 6 promoviert.
Ab 1927 war er zunächst als Volontär bei den Staatlichen Kunstsammlungen zu Weimar tätig, 1929 wurde er dort Assistent. 1932 wurde er stellvertretender Direktor, 1933 ad interim Nachfolger von Wilhelm Koehler und 1942 zum Direktor der im Weimarer Stadtschloss befindlichen Kunstsammlungen berufen. Daneben war er während des Dritten Reichs kommissarischer Leiter der Museen in Eisenach und Altenburg und übte das Amt eines regionalen Sachverständigen für den „Schutz des deutschen Kulturgutes gegen Abwanderung“ aus. Die Funktion des Direktors der Kunstsammlungen hatte er bis 1967 inne. Ihm folgten Gerhard Pommeranz-Liedtke und ab 1975 Liselotte Honigmann-Zinserling. Unter Scheidigs Leitung entstanden vielbeachtete Ausstellungen etwa zu Lucas Cranach (1953), Rembrandt (1960) und Christian Rohlfs (1963) und zur Weimarer Malerschule (1960).
Walther Scheidig war Autor zahlreicher Bücher und Aufsätze zur Kunstgeschichte, die teilweise in mehreren Auflagen erschienen. Eines seiner bekanntesten Werke ist: Die Geschichte der Weimarer Malerschule 1860–1900. Das 1971 erstmals erschienene Buch ist eine Aufarbeitung des Wirkens an der Großherzoglich-Sächsischen Kunstschule Weimar.

## Veröffentlichungen (Auswahl)
- Der Miniaturenzyklus zur Weltchronik Ottos von Freising im Codex Jenensis Bose q. 6. Heitz, Strassburg 1928
- Die Fayencemanufaktur in Ilmenau und die Versuche zur Porzellanherstellung am Hofe des Herzogs Ernst August von Sachsen-Weimar. In: Zeitschrift des Vereins für Thüringische Geschichte und Altertumskunde. 37, 1931, S. 333ff. (Digitalisat)
- Thüringer Glasschneiderei und Glasmalerei im Dienste des Herzogs Ernst August von Sachsen-Weimar (1708–1748). In: Zeitschrift des Vereins für Thüringische Geschichte und Altertumskunde. 37, 1930/31, S. 476–482
- Der Reformationsteppich im Weimarer Schloßmuseum und sein Meister Seger Bombeck (Leipzig 1543–1559). In: Das Thüringer Fähnlein. Bd. 4, Neuenhahn, Jena 1935[3]
- Die Leipziger Messe (= Weberschiffchen-Bücherei 35). Weber, Leipzig 1938
- mit Hildegard Marchand: Bernhard von Weimar und der Dreißigjährige Krieg. Katalog der Gedächtnis-Ausstellung im Schloßmuseum zu Weimar, Uschmann, Weimar 1939
- Zur Baugeschichte der Weimarischen Bibliothek. In: Hermann Blumenthal (Hrsg.): Aus der Geschichte der Landesbibliothek zu Weimar und ihren Sammlungen (= Zeitschrift des Vereins für thüringische Geschichte 23. Beiheft). Jena 1941, S. 1–32.
- Das Schloss in Weimar. Thüringer Volksverlag, Weimar 1949
- Deutsche Graphik der Goethezeit. Graphik-Verlag Mock, Weimar 1949
- Die Weimarer Malerschule des 19. Jahrhunderts. Richter, Erfurt 1950
- Handzeichnungen aus dem Besitz der Staatlichen Kunstsammlungen in Weimar. Anger-Museum, Erfurt 1952
- Katalog der Lucas-Cranach-Ausstellung: Weimar und Wittenberg, Juli bis Oktober 1953. Einleitung und biographische Übersicht: Heinz Lüdecke. Gesamtbearbeitung und erklärender Katalog: Walther Scheidig, Dt. Lucas-Cranach-Komitee, Weimar 1953
- Franz Horny: 1798 Weimar–Olevano 1824. Henschelverlag, Berlin 1954
- Die Holzschnitte des Petrarca-Meisters: Von der Artzney bayder Glück, des guten und widerwärtigen, Augsburg 1532. Henschelverlag, Berlin 1955
- Otto Herbig: Ehren-Ausstellung anlässlich seines 65. Geburtstages. Weimar 1955
- Rembrandt: Radierungen, Zeichnungen. (Katalogtext und Gesamtanordnung), Ausstellung in Dresden, Weimar, Schwerin und Leipzig, Lucas-Cranach-Kommission beim Ministerium für Kultur der DDR, Berlin 1956
- mit Albrecht von Heinemann und Walter Iwan: Weimar: ein Führer durch die Stadt der deutschen Klassik. Volksverlag, Weimar 1957
- Deutsche Zeichnungen: der Bürger und seine Welt; 1720–1820. Ausstellung, Weimar 1958
- Rembrandt und seine Werke in der Dresdener Galerie. Verlag der Kunst, Dresden 1958
- Walther Klemm als Graphiker. Verlag der Kunst, Dresden 1959
- Goethe und die Wartburg. Nationale Forschungs- und Gedenkstätten der Klassiker Deutscher Literatur, Weimar 1961 und 1966
- Rembrand als Zeichner. Seemann, Leipzig 1962 (4. Auflage 1976) / Rembrandt's Drawings. Englisch von Margaret Playle, Boston Book & art shop, 1965
- Christian Rohlfs, 1849–1938: Gemälde, Zeichnungen, Druckgraphik. Ausstellung zum 25. Todestag. Nationalgalerie (Berlin, Ost) und Staatliche Kunstsammlungen Weimar, Berlin 1963
- Meisterwerke der Malerei: Schätze aus kleinen und mittleren Sammlungen. Edition Leipzig, 1964
- Unbekannte Meisterwerke der Malerei: Schätze aus kleinen und mittleren Sammlungen Ostdeutschlands. Bruckmann, München 1965 (Lizenz, Edition Leipzig, 1964)
- Christian Rohlfs. Verlag der Kunst, Dresden 1965
- Bauhaus Weimar: 1919–1924; Werkstattarbeiten. Aufnahmen Klaus G. Beyer, Süddt. Verlag, München 1966 / Edition Leipzig, 1966 und 1971
- Die Geschichte der Weimarer Malerschule 1860–1900. Böhlau, Weimar 1971
  - Neuauflage hrsg. von Renate Müller-Krumbach, Seemann, Leipzig 1991, ISBN 3-363-00538-5

- Artikel für die Neue Deutsche Biographie (NDB): u. a. Nikolaus Gromann, Johann Ernst Heinsius, Johann Julius Heinsius, Johann Christian Heintz, Franz Horny, Karl Ludwig Kaaz